# Sifaka malý
Sifaka malý (Propithecus verreauxi), známý též pod názvy Verreauxův, bílý nebo žlutooký, je středně velká poloopice a známý zástupce čeledi indriovitých (Indridae). Vyskytuje se pouze v západní a jižní části Madagaskaru, kde obývá širokou paletu lokalit od vlhkých tropických lesů až po suché západní listnaté lesy a trnité pouště a buše.

## Popis
Délka těla se u tohoto druhu pohybuje mezi 43–45 cm, délka ocasu mezi 56–60 cm a hmotnost obvykle nepřesáhne více než 5 kg. Má hustou, hebkou nejčastěji bílou až nažloutlou srst s hnědočernými ploškami na obličeji, temeni a na vnitřní straně končetin. Stejně jako ostatní sifaky má zvláště dlouhé a silné zadní končetiny a dlouhý ocas, který využívá k udržování rovnováhy při mocných skocích z jednoho stromu na druhý. Skoky se pohybuje nejen na stromech, ale také na zemi.

## Chování
Žije v menších skupinách tvořených třemi až třinácti jednotlivci, které vede jeden dospělý samec. Jedna skupina vlastní teritorium o rozloze zhruba mezi 1 až 9 ha, které značí jak samci, tak samice. Je to společenské zvíře, které si často hraje s ostatními členy skupiny. Dorozumívá se nejrůznější škálou posunků, zvuků, pokřiků, zvláště při varovném signálu a hašteření o teritoria se ozývá nápadným zvukem znějící jako „si-fa-ka“, podle kterého dostal i svůj název. Za potravou, kterou tvoří především listy, plody, květiny a kůra, se vydává ráno a navečer, během nejslunečnější části dne odpočívá v korunách stromů.
Období páření trvá od ledna do března. Během tohoto období se samci toulají mezi skupinami a soupeří o potravu, samice a území. Samice je březí po dobu 131 až 160 dnů a rodí jediné téměř neosrstěné mládě. První 3 až 4 týdny se mládě drží na břiše matky, kde pravidelně saje mateřské mléko. Po dosažení této věkové hranice se pomalu přemisťuje na záda matky, odstaveno je ve věku 5 až 6 měsíců a plně nezávisle je zhruba o měsíc později. Pohlavní dospělosti dosahuje zhruba ve věku tří let a v zajetí se může dožít i více než 23 let.

## Ohrožení
V Červeném seznamu IUCN byl od roku 2016 zařazen do kategorie ohrožených druhů. IUCN v poslední aktualizaci z roku 2020 druh hodnotí jako kriticky ohrožený taxon následkem neudržitelné ztráty přirozeného prostředí (ztráta lesů pro zemědělství i těžbu dřeva) a zároveň i lovu. Za posledních 30 let prošly populace poklesem o ≥ 80 %, zároveň se očekává budoucí snížení populace o ≥ 90 % během dalších 30 let. CITES druh zapsala do první přílohy. Navzdory výskytu sifaky v chráněných oblastech i celkem velkému areálu výskytu je budoucnost tohoto druhu následkem uvedených hrozeb a rostoucí lidské populace na Madagaskaru krajně nejistá.

## Poddruhy
Rozlišujeme celkem 5 poddruhů:
- Propithecus verreauxi coquereli
- Propithecus verreauxi coronatus
- Propithecus verreauxi deckeni
- Propithecus verreauxi majori †
- Propithecus verreauxi verreauxi